# Doxocopa thalysia
Doxocopa thalysia är en fjärilsart som beskrevs av Hans Fruhstorfer 1907. Doxocopa thalysia ingår i släktet Doxocopa och familjen praktfjärilar. Inga underarter finns listade i Catalogue of Life.